# معماری پیشاتاریخی در اسکاتلند

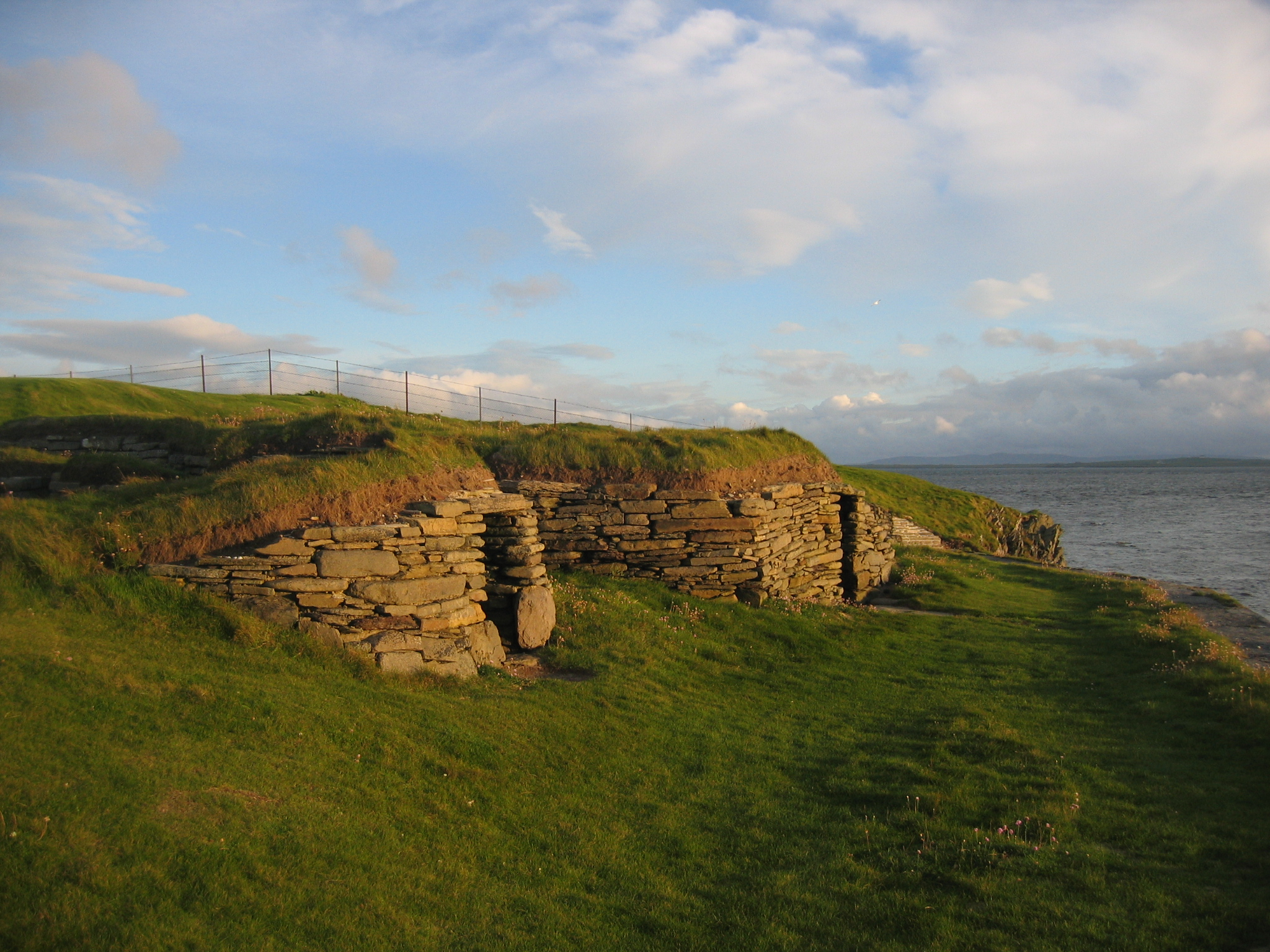
بنای سنگی در پشتهٔ هَوْوار در اورکنی یکی از کهن‌ترین خانه‌ها بازمانده در اروپای شمال غربی است.

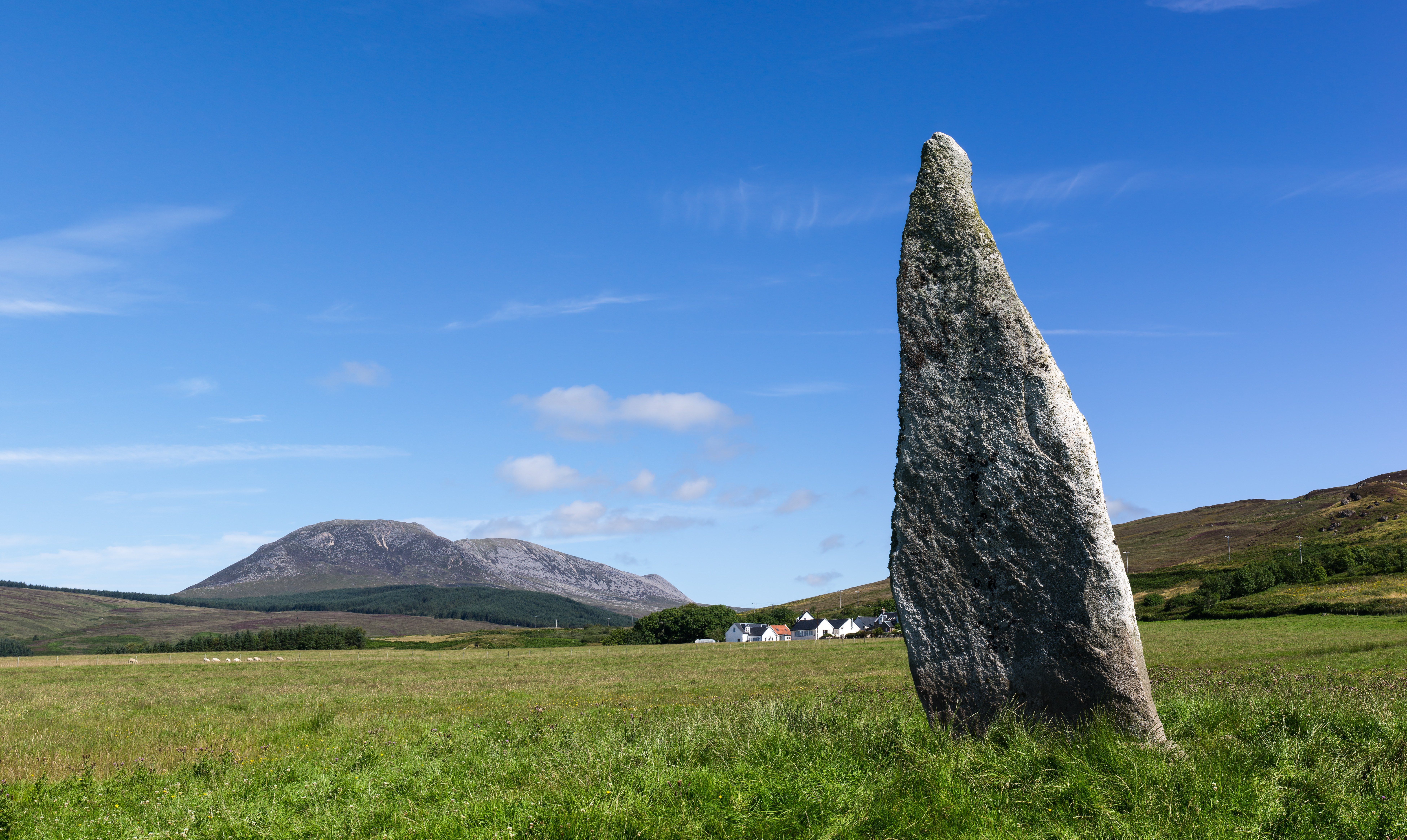
سنگ‌افراشتی در جزیرهٔ اَران اسکاتلند

معماری پیشاتاریخی در اسکاتلند دربرگیرندهٔ همهٔ ابنیهٔ انسانی در مرزهای امروزی اسکاتلند است که پیش از ورود رومیان به بریتانیا (که در قرن نخست پیش از میلاد روی داد) برپا شده باشند. مردمان عصر حجر از دستکم ۸٫۰۰۰ سال پیش در آنچه امروزه اسکاتلند است سازه‌هایی چوبی می‌ساخته‌اند.
این‌ها از حدود ۶٫۰۰۰ سال پیش رو به ساختن نخستین خانه‌های دائمی سنگی چون پشتهٔ هَوْوار و سِکارا بِرای آوردند. از این دوره آرامگاه‌های حجره‌ای و سنگ‌چین‌های متعددی هم، به ویژه در غرب و شمال اسکاتلند هست. در جنوب و شرق اسکاتلند بازماندهٔ گورپشته‌هایی خاکی هست که بر روی آن‌ها سازه‌هایی چوبی جای داشته. از این سازه‌های چوبی امروزه نشان چندانی نمانده. از دیگر گونه‌های ساختمانی این دوران در اسکاتلند باید به گورپشتهٔ لبه‌ای، کورسوس، گورمان، و خانه‌های کشیده اشاره کرد.
از عصر برنز خانه‌های بکر کمی مانده، ولی شواهدی از ساخته شدن کِرَنِگ‌ها (کلبه‌هایی که بر روی جزیره‌ای مصنوعی ساخته می‌شدند)، سنگ‌چین کلاوا، و نخستین تپه‌قلعه‌ها هست. از روزگار عصر آهن نیز تعداد زیادی کلبهٔ سنگی آتلانتیک مانده. بازماندهٔ سنگ‌دژ‌ها و دانزهای کوچکتر را هم ازین دوران می‌توان در اسکاتلند دید که آن‌ها را هم گونه‌ای از کلبهٔ گرد آتلانتیک دانسته‌اند. همچنین شواهدی از حدود ۱۰۰۰ تپه‌قلعه در اسکاتلند مانده که آن‌ها را عمدتاً زیر کمربند مرکزی اسکاتلند (حدفاصل بین خور فورث و خور کلاید که دیوار آنتونین در آنجا کشیده شده بود) ساخته بوده‌اند.

## عصر حجر

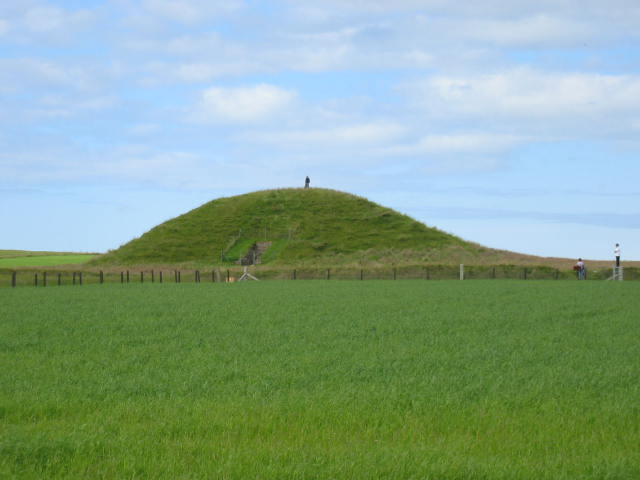
مِیْزْهَوْ، یک گور معبری در اورکنی

بر اساس شواهد، کهن‌ترین خانهٔ کشف‌شده در بریتانیا سازه‌ای با پلان بیضوی و ستونک‌های چوبی در ساوث، کوینزفری، نزدیک خور فورث است که قدمت آن به حدود ۸٫۲۴۰ پ.م. می‌رسد.
نخستین سازه‌ها از جنس سنگ احتمالاً سه اجاق هستند که در جوره در حدود ۶٫۰۰۰ سال پیش ساخته شدند.
با ورود کشاورزی به اسکاتلند امروزی در دوران نوسنگی (که حدود ۶٫۰۰۰ سال پیش رخ داد)، گروه‌هایی از یکجانشینان در این منطقه رو به ساخت خانه‌هایی سنگی آوردند. حدود پنج قرن بعد نخستین روستاها در این منطقه تشکیل شدند.
سکونت‌گاه‌ها و محوطه‌های تدفینی و آیینی نوسنگی به‌ویژه در جزایر شمالی و هبریدهای بیرونی اسکاتلند معمول بوده‌اند، چرا که به‌سبب عدم دسترسی آسان به چوب درختان بیشتر ابنیه از سنگ ساخته می‌شدند، و به همین دلیل نسبتاً بکر مانده‌اند.
بنای سنگی بر پشته هَوْوار در پاپا وستری اورکنی یکی از قدیمی‌ترین خانه‌های بازمانده در اروپای شمال غربی است. این بنا با قلوه‌سنگ‌های جمع‌شده در محل به روش خشک‌چین ساخته شده و بین سال‌های ۳٫۷۰۰ و ۲۸۰۰ پ.م. (برای ۹۰۰ سال) زندگی در آن جریان داشته.
عمر سِکارا بِرای در جزیرهٔ اصلی اورکنی نیز به این دوران می‌رسد. سِکارا بِرای بین سال‌های ۳٫۱۰۰ و ۲٫۵۰۰ پ.م. مسکون بوده و توسعه‌یافته‌ترین روستای نوسنگی در قارهٔ اروپا است.
ازین دوران همچنین تعداد زیادی آرامگاه حجره‌ای باقی مانده. گونه‌های متعددی از آرامگاه حجره‌ای شناسایی شده ولی در کل به سه دستهٔ گور معبری، گور دالانی، و گور صندوقی تقسیم می‌شوند.
مِیْزْهَوْ در نزدیکی اِسْتِنِس (بازمانده از حدود ۳٫۴۰۰ تا ۳٫۲۰۰ پ.م.) و مانامور در جزیرهٔ اَران (بازمانده از حدود ۳٫۵۰۰ پ.م.) دو نمونه برجستهٔ گور معبری در اسکاتلند هستند. در این سازه‌هاخرسنگ‌هایی که هر کدام چندین تن وزن دارند به گونه‌ای چیده شده‌اند که در آن‌ها معبری ایجاد شود و سقف معبر معمولاً با سنگ‌چین پوشیده می‌شد.
گورهای دالانی فضاهای مستطیلی شکلند که در یک سر ورودی‌ای به اندازهٔ عرض دالان دارند. بام این سازه‌های گاه با تخته‌سنگ پوشیده می‌شده و روی آن‌های خاک ریخته می‌شده.
گورهای صندوقی نیز قبرهای جعبه‌مانند و نسبتاً ساده‌ای هستند و معمولاً از تخته‌سنگ ساخته شده و با خرسنگ یا تخته‌سنگی بزرگ پوشیده شده.

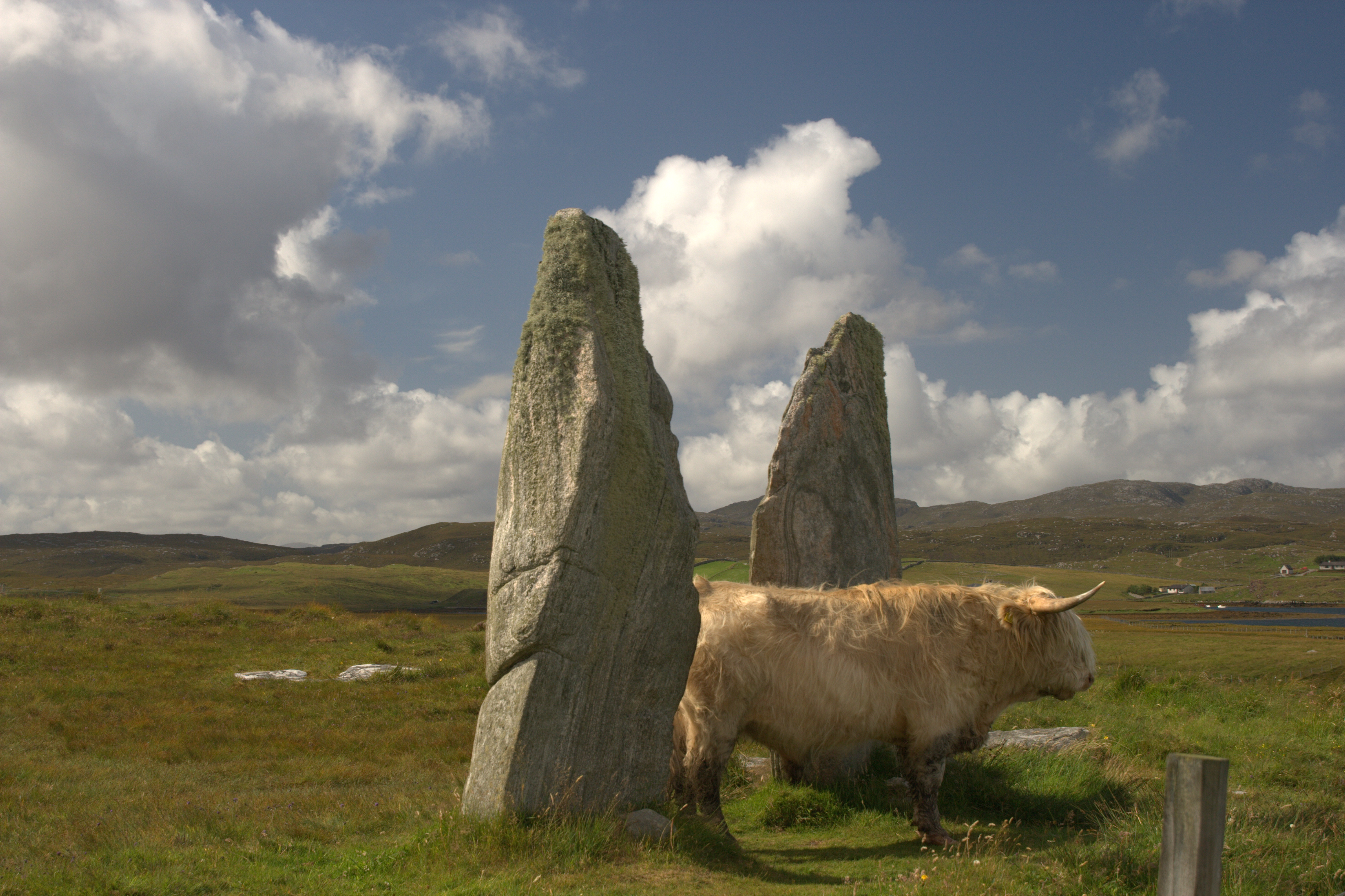
سنگ‌های ایستادهٔ کلنیش

نخستین سنگ‌افراشت‌ها در اسکاتلند نیز در این دوران بر پا شدند. یکی از قابل‌توجه‌ترین نمونه‌های این سنگ‌افراشت‌ها، سنگ‌های ایستاده استنس است که در جزیرهٔ اصلی اورکنی قرار دارند و در حدود سال ۳٫۱۰۰ پ.م. قرار یافته‌اند. سنگ‌های ایستاده استنس در کل چهار تا هستند که بلندترین آن‌ها ۵ متر ارتفاع دارد.

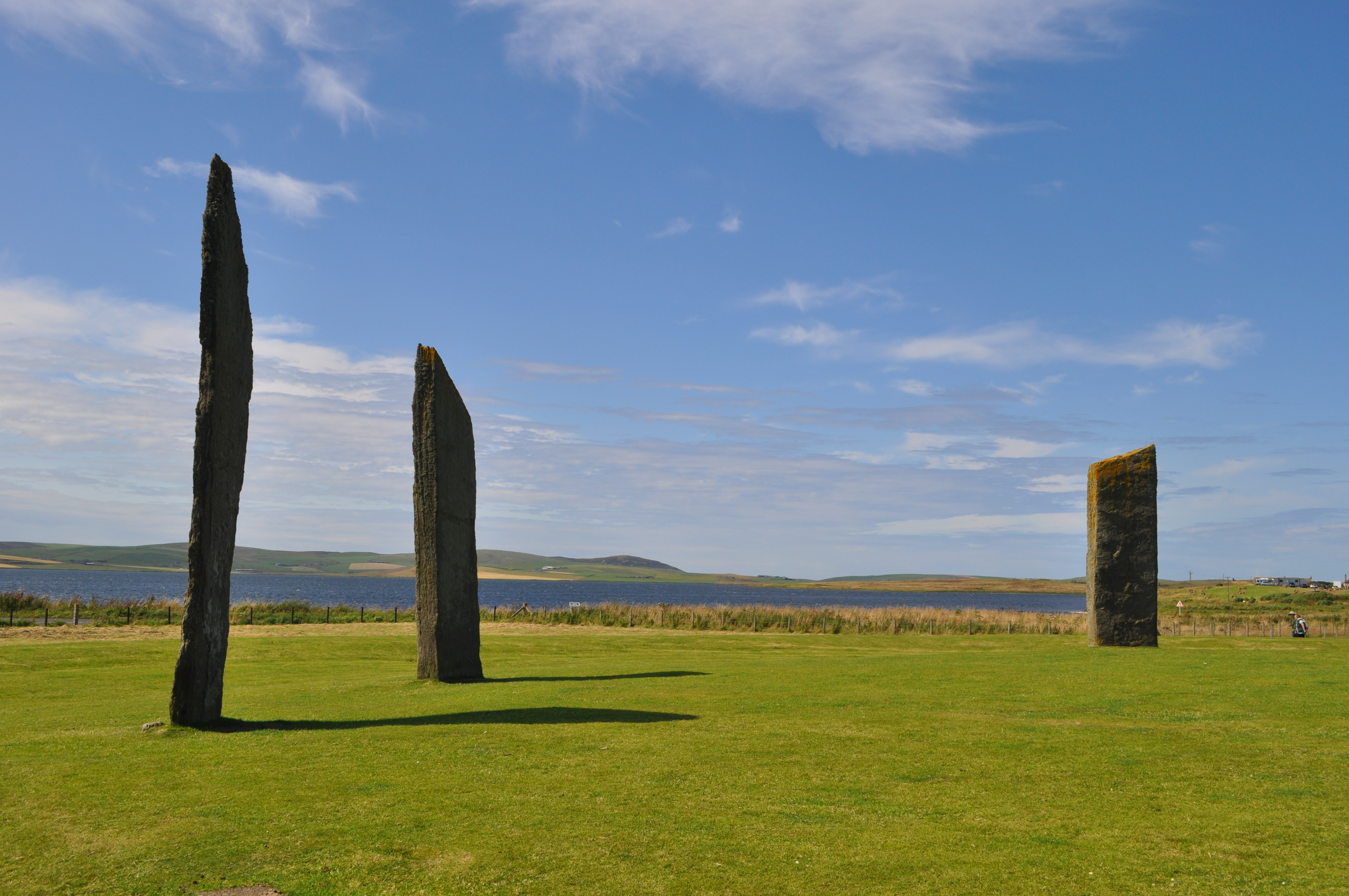
سنگ‌های ایستاده استنس

برخلاف اسکاتلند کوهستانی و جزایر شمالی که استفاده از سنگ رواج داشت، در جنوب و شرق اسکاتلند غالب بازمانده‌های معماریِ قابل مشاهده از دوران نوسنگی گورپشته‌هایی از جنس خاک هستند که قدیمی‌ترین آن‌ها احتمالاً در هزارهٔ چهارم پیش از میلاد ساخته شده. امروزه از این یادمان‌ها پشته‌هایی با نقشهٔ ذوزنقه‌ای مانده که عمدتاً رو به شرق جای گرفته‌اند. این سازه‌ها در سراسر اسکاتلند غیرکوهستانی به‌ویژه در ابردین‌شیر، دامفریس، گلووی، آنگوس، و اسکاتیش بوردرز پراکنده‌اند.
از دیگر سازه‌های مرتبط می‌توان به گورپشته لبه‌ای، کورسوس، گورمان، و خانهٔ کشیده اشاره کرد.
گورپشته‌های لبه‌ای پشته‌هایی با دو لبهٔ موازی هستند که با شیارهایی در طرفین محصور می‌شوند.
کورسوس‌ها نیز از لبه‌های خاکی و شیارهایی موازی تشکیل می‌شوند اما یک راه باز در میان دارند. در گذشته باور بر این بود که کورسوس‌ها را رومی‌ها ساخته‌اند. هم گورپشته‌های لبه‌ای و هم کورسوس‌ها با حجره‌های تدفین مرتبط بوده‌اند و احتمالاً برای برگزاری مناسک گذار به کار می‌رفته‌اند.
از گورپشته‌های لبه‌ای در اسکاتلند می‌تواند به پرتشیر در کالاندر و سازهٔ ترکیبی کورسوس و گورپشتهٔ لبه‌ای در کلیوِن دایک اشاره کرد که بیش از دو کیلومتر طول دارد.
گورمان‌ها در اسکاتلند عمدتاً لبه‌هایی نسبتاً مستطیلی، شیار بیرونی، و سکویی چوبی یا سنگی در داخل داشته‌اند. به باور جِی. جی اسکات از این فضاها برای تشییع یا نمایان ساختن جسد پیش از تدفین در جایِ دیگر استفاده می‌شده، اما این نظر محل مناقشه است.
آنچه از گورمان‌های ایجادشده در این دوران مانده معمولاً زیرِ گورپشته‌های کشیده پیدا می‌شود. ار نمونه‌های بارز این گورمان‌ها می‌توان از پیتنکره، پرتشیر، و دو محوطه مرتبط در لاخهیل و سلوکیرن، هر دو در کرکادبرایت یاد کرد.
سالن‌های کشیدهٔ چوبی ساخته‌شده در این دوران احتمالاً مختص اسکاتلند بودند. این سازه‌ها سقفی سنگین از جنس چوب بلوط داشتند و همهٔ آن‌ها بعدها به آتش کشیده شده‌اند. کارکرد این بناها محل مناقشه است، و گفته می‌شود ممکن است خانه‌های گستردهٔ کشاورزی یا مجموعه‌ای از سازه‌های یادمانی مثل گورپشته‌ها باشند.
نمونهٔ یکی از این سازه‌ها در بلبرایدی ابردین‌شیر حدود ۲۶ متر طول و ۱۳ متر عرض داشته و ممکن است سقفی به ارتفاع ۹ متر داشته بوده باشد. ساختمانی با چنین ابعادی برای اقامت ۵۰ نفر کافی است.

## عصر برنز

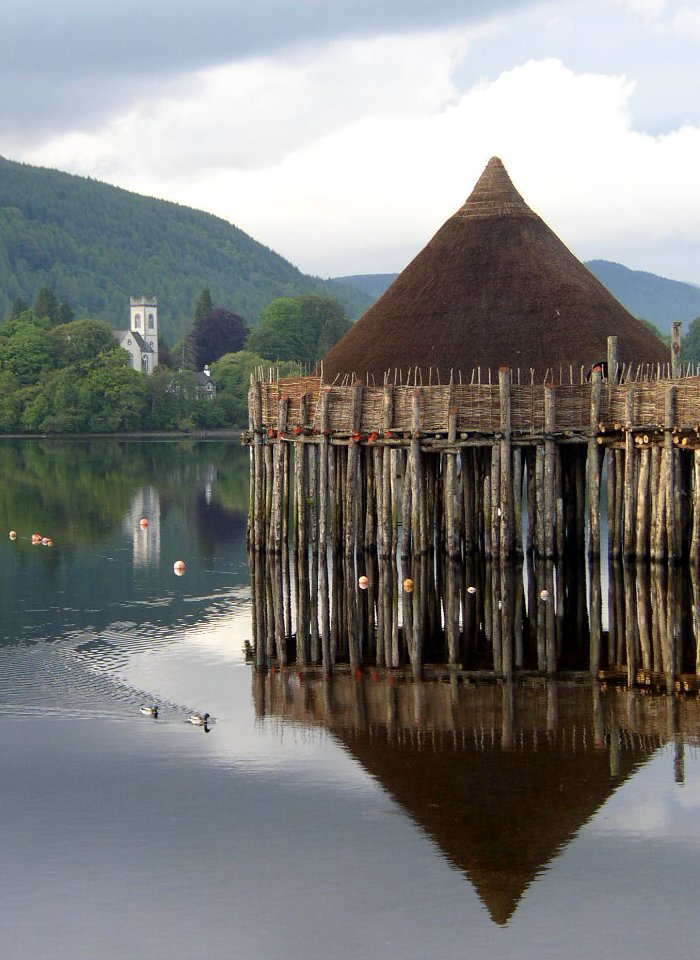
بازسازی یک کِرَنِگ در لاخ تی

در حدود ۲٫۰۰۰ پ.م. و همزمان با ابداع ابزارهای برنزی، روند برپایی سازه‌های جدید و مساحت کل زمین‌های تحت زراعت در اسکاتلند کاهش یافت که حاکی از کاهش کلی در جمعیت است.
در یالزهُف و سامبرا در شتلند، شواهدی از ساخت کلبه‌های گرد سلولی از جنس سنگ هست که قدمت آن‌ها به اوایل و میانهٔ عصر برنز می‌رسد.
در یارلزهف، این خانه‌ها نقشه‌ای بیضوی و دیوارهایی ضخیم و سنگی دارند. ممکن است در اویل مسکون بودن بخشی از این دیوارها زیر خاک قرار گرفته بوده باشد. این روش ساختمانی هم ایستایی سازه را بهبود می‌بخشید و هم عایقی در برابر نفوذ رطوبت بود.
همچنین شواهدی از سکونت در کِرَنِگ‌ها در این دوران هست. کرنگ کلبه‌ای گرد بود که کلیّت یا بخشی از آن بر روی جزیره‌ای مصنوعی، معمولاً در دریاچه‌ها، رودها، یا پای‌رودها برپا می‌شد.
کرنگ‌ها عمدتاً از لایه‌های خاشاک و قلوه‌سنگ ساخته می‌شدند. برای محافظت از کرنگ در برابر امواج آب گاه دور آن را شمع‌هایی عمودی می‌کوباندند و گاه نمای آن را با کُنده‌های درخت بلوط می‌پوشاندند.
در این دوران برپایی یادمان‌های خرسنگی و سنگ‌چین‌های حجره‌ای نیز ادامه یافت. حدود پنجاه سنگ‌چین کلاوا در اسکاتلند هست که نام خودِ این گونه از سه سنگ‌چین در اینورنس اسکاتلند موسوم به «بالنواران کلاوا» می‌آید.
دو گروه اصلی ازین سنگ‌چین‌ها هست، یکی «سنگ‌چین‌های حلقه‌ای»، و دیگری گورهای معبری، که ورودی کشیده‌ای داشتند و غالباً با آرایش ستاره‌شناختی پیچیده‌ای ساخته می‌شد.
مانند دیگر جاهای اروپا، ساخت تپه‌قلعه‌ها در اسکاتلند نیز در این دوران شروع شد. یکی از این تپه‌قلعه‌ها تپه ایلدون در نزدیکی ملروز در اسکاتیش بوردرز است که از حدود ۱٫۰۰۰ پ.م. مسکون بوده و در تپه‌ای با استحکامات نظامی چند صد خانه را شامل می‌شده‌است.
ترپ‌رین لا در لوتین شرقی نیز شامل حصاری سنگچین با لایه‌های افقی و هسته‌ای از قلوه‌سنگ بوده این تپه‌قلعه دور محوطه‌ای به مساحت ۲۰ هکتار کشیده شده بود و در غرب قله محوطه را به دو بخش تقسیم می‌کرد.

## عصر آهن

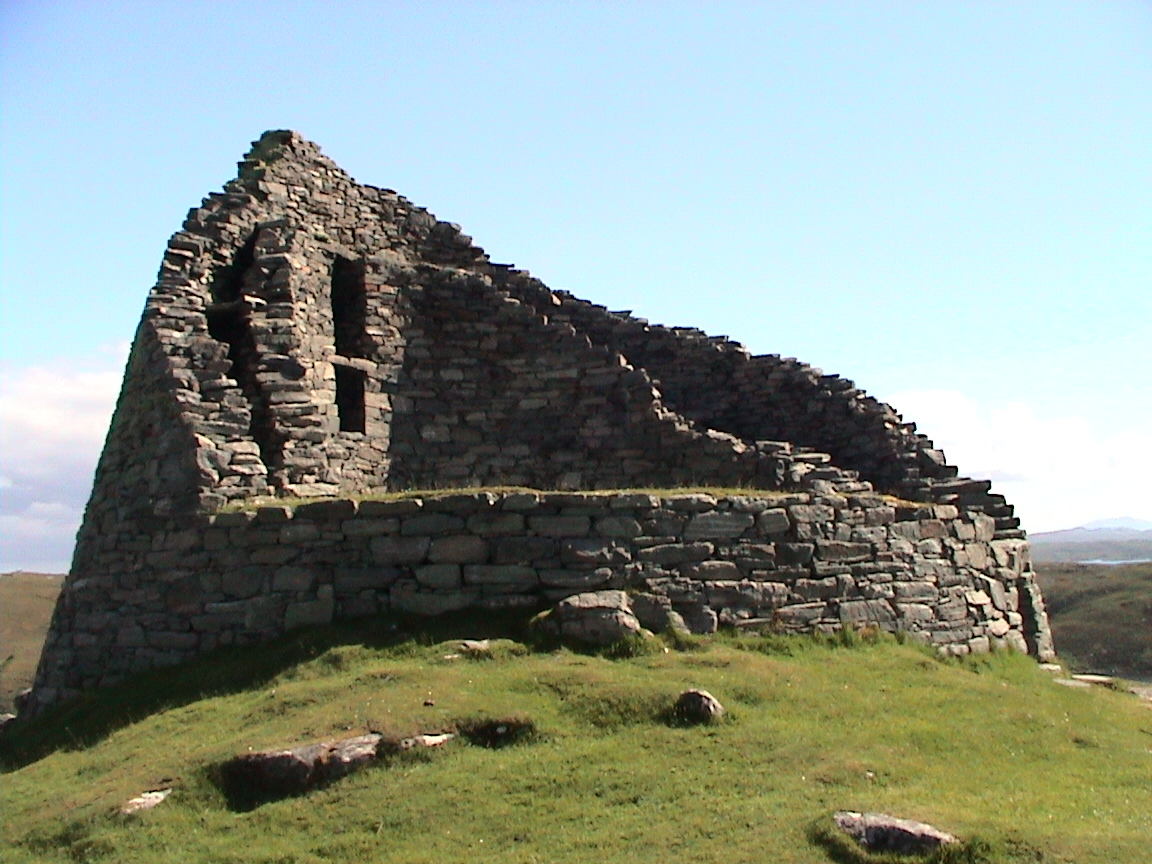
ویرانه‌های سنگ‌دژ کارلووِی

در اوایل عصر آهن (از حدود قرن هفتم پ.م.)، خانه‌های سلولی در جزایر شمالی به‌تدریج با کلبه‌های گرد سادهٔ آتلانتیک جایگزین می‌شوند که بناهای استوانه‌ای یا مخروطی خشکه‌چین قابل‌توجهی بودند. از نمونه‌های مهم این گونهٔ ساختمانی می‌توان به خانه‌هایی در کوانترنِس، بو، پیرووال، و تافتس نس در اورکنی و کلیکیمین در شتلند اشاره کرد. از حدود ۴۰۰ پ.م. در برخی مناطق، از جمله هَوْ در اورکنی و کراس‌کِرْک در کیث‌نس کلبه‌های گرد آتلانتیک پیچیده‌تری ساخته می‌شوند.
عظیم‌ترین ساخت‌وسازها درین دوران سنگ‌دژهای مدور بودند که احتمالاً حدود ۲۰۰ پ.م. ساخته شده‌اند. این سنگ‌دژها سازه‌هایی خشکه‌چین و توخالی و مختص اسکاتلندند.
امروزه از ویرانه‌های غالب آن‌ها روی سطح زمین تنها چند متری باقی مانده، بااین‌حال در پنج نمونه دیوارها بیش از شش متر ارتفاع دارند.
دستکم ۱۰۰ محوطهٔ سنگ‌دژ در اسکاتلند هست، که از بکرترین آن‌ها می‌توان از سنگ‌دژها در یاروز جنوبی در ویک کیث‌نس و سنگ‌دژ کلیکیمین و سنگ‌دژ موسه در شتلند یاد کرد.
با وجود پژوهش‌های گسترده، هدف از ساخت این این سنگ‌دژها و مشخصات جوامعی که آن‌ها را ساخته‌اند محل مباحثه است.
از دههٔ ۱۹۶۰ باستان‌شناسان بین سنگ‌دژها و سازه‌هایی کوچکتر با ساختی مشابه (معروف به دان) تمایز قائل شده‌اند.
بااین‌که سکونت در کِرَنِگ‌ها تا قرون وسطی هم ادامه داشته، غالب شواهد سکونت در کرنگ‌ها از این دوران است.
ساخت خانه‌های چرخی نیز درین دوران آغاز شد. این خانه‌ها دیوار بیرونی خاصی داشتند که شبیه دایره‌ای از ستونک‌های سنگی بود (که تداعی‌گر پره‌های یک چرخ است). ساخت این خانه‌ها در دوران تسلط رومی‌ها رونق یافت.
بنا به شواهد، حدود ۱٫۰۰۰ تپه‌قلعه از عصر آهن در اسکاتلند مانده که عمدتاً زیر کمربند مرکزی اسکاتلند یا خط کلاید-فورث (حدفاصل بین خور فورث و خور کلاید که دیوار آنتونین در آنجا کشیده شده بود) هستند. بیشتر این تپه‌قلعه‌ها مدورند و نرده‌ای دفاعی دارند که به دور محوطه‌ای یکی-دو هکتاری کشیده شده. بیشتر این تپه‌قلعه‌ها نسبتاً کوچک هستند، ولی نمونه‌های بزرگتری در کسل اور، بیرنوارک،، کدیمویر، کاردونر و وایت ملدون هست.
به‌نظر می‌رسد این تپه‌قلعه‌ها اغلب در دوران تسلط رومی‌ها بر بریتانیا رها شده باشند، ولی برخی از آن‌ها پس از پایان تسلط رومی‌ها دوباره مسکون شده‌اند.

## واژه‌نامه
1. ↑  Papa Westray
2. ↑  Stenness
3. ↑  Monamore
4. ↑  Isle of Arran
5. ↑  Callanish
6. ↑  Perthshire
7. ↑  Cleaven Dyke
8. ↑  J. G. Scott
9. ↑  Pitnacree
10. ↑  Inverness
11. ↑  Balnuaran of Clava
12. ↑  Melrose
13. ↑  East Lothian
14. ↑  Carloway
15. ↑  Quanterness
16. ↑  Bu
17. ↑  Pierowall
18. ↑  Tofts Ness
19. ↑  Clickhimin
20. ↑  Howe
21. ↑  Crosskirk
22. ↑  South Yarrows
23. ↑  Broch of Mousa
24. ↑  Castle O'er
25. ↑  Birrenwark
26. ↑  Cadimuir
27. ↑  Cadroner
28. ↑  White Meldon

### فهرست منابع
- Armit, I. (2003). Towers in the north: the brochs of Scotland. Revealing History. Tempus. ISBN 978-0-7524-1932-9. Retrieved 2018-09-09.
- Barclay, Gordon (1998). The Cleaven Dyke and Littleour: monuments in the Neolithic of Tayside. Edinburgh: Society of Antiquaries of Scotland. ISBN 0-903903-13-X. OCLC 41421691.
- Bradley, Richard (2007). The prehistory of Britain and Ireland. Cambridge New York: Cambridge University Press. ISBN 0-521-84811-3. OCLC 69027985.
- Butler, Alan (2011). How to read prehistoric monuments : understanding our ancient heritage. London: Watkins. ISBN 1-78028-330-X. OCLC 900473541.
- Cunliffe, Barry (2005). Iron Age communities in Britain : an account of England, Scotland and Wales from the seventh century BC until the Roman conquest. London: Routledge. ISBN 0-415-34779-3. OCLC 57719562.
- Dixon, Nicholas (2004). The crannogs of Scotland : an underwater archaeology. Stroud: Tempus. ISBN 0-7524-3151-X. OCLC 56539532.
- Fry, Plantagenet (1982). The history of Scotland. London Boston: Routledge & Kegan Paul. ISBN 0-7100-9001-3. OCLC 8282290.
- Harding, D. W. (2004). The Iron Age in northern Britain : Celts and Romans, natives and invaders. London New York: Routledge. ISBN 0-415-30150-5. OCLC 54415982.
- Jones, C. R. (2011). Orkney: a historical guide. Edinburgh: Birlinn. ISBN 1-78027-001-1. OCLC 751531092.
- Konstam, Angus (2010). Strongholds of the Picts : the fortifications of dark age Scotland. Oxford Long Island City, NY: Osprey. ISBN 1-84603-686-0. OCLC 368021723.
- Maxwell, Ingval (2005). "A History of Scotland's Masonry Construction".  In Wilson, Peter (ed.). Building with Scottish stone. Edinburgh: Arcamedia. ISBN 1-904320-02-3. OCLC 183147671.
- MacKie, Euan (2002). In the shadow of the brochs : the Iron Age in Scotland. Stroud, Gloucestershire Charleston, SC: Tempus. ISBN 0-7524-2517-X. OCLC 51524532.
- Moffat, Alistair (2009). Before Scotland: the story of Scotland before history. London: Thames & Hudson. ISBN 0-500-28795-3. OCLC 277068516.
- Noble, Gordon (2006). Neolithic Scotland: timber, stone, earth and fire. Edinburgh: Edinburgh University Press. ISBN 0-7486-2338-8. OCLC 71000487.
- Lepage (2012). British fortifications through the reign of Richard III : an illustrated history. Jefferson, N.C: McFarland & Co. ISBN 0-7864-5918-2. OCLC 707825575.
- Pollard, Joshua (1997). Neolithic Britain. Princes Risborough: Shire Publications. ISBN 0-7478-0353-6. OCLC 38236578.
- Pryor, Francis (2004). Britain B.C. : life in Britain and Ireland before the Romans. London: Harper Perennial. ISBN 978-0-00-712693-4. OCLC 60559074.
- Scarre, Christopher (2002). Monuments and landscape in Atlantic Europe : perception and society during the Neolithic and early Bronze Age. London New York: Routledge. ISBN 0-415-27314-5. OCLC 264445949.
- Turner, Val (1998). Ancient Shetland. London: B.T. Batsford Historic Scotland. ISBN 0-7134-8000-9. OCLC 39312804.
- "Bridge works uncover nation's oldest house". HeraldScotland. 1970-01-01. Retrieved 2018-09-08.